# نفل كبير الأزهار
النفل كبير الأزهار (باللاتينية: Trifolium grandiflorum) نوع نباتي من جنس النفل من الفصيلة البقولية.

## الموئل والانتشار
ينتشر في بلاد الشام وبعض مناطق شمال حوض البحر الأبيض المتوسط وجنوب القوقاز.

## مرادفات للاسم العلمي
- (باللاتينية: Chrysaspis grandiflora (Schreb.) Hendrych)
- (باللاتينية: Trifolium speciosum Willd.)
- (باللاتينية: Trifolium violaceum Davidov)